# Casbas de Huesca
Casbas de Huesca è un comune spagnolo di 302 abitanti situato nella comunità autonoma dell'Aragona.
Fa parte della comarca della Hoya de Huesca.